# Zamek w Malcu

Zamek w Malcu – niezachowany średniowieczny zamek, który znajdował się na niewielkiej wyspie na stawie na terenie dzisiejszej wsi Malec w powiecie oświęcimskim w województwie małopolskim.

## Historia
Zamek powstał w okresie walk książąt oświęcimskich, wasali Czech, z Polską. W literaturze naukowej przyjmuje się, że zamek funkcjonował w XIV i XV wieku. Znajdował się on na terytorium księstwa oświęcimskiego przy granicy z ziemią krakowską.
W XV wieku, gdy utarczki zbrojne na pograniczu Śląska i Małopolski ustały, zamek znalazł się w rękach rycerzy-rabusiów. Łupili oni ziemię śląską, gdyż książęta cieszyńscy nie zapłacili im żołdu. 
Źródła podają, że w 1452 roku Piotr Szafraniec herbu Starykoń, odpierając z ramienia króla Kazimierza Jagiellończyka najazdy na należący do biskupstwa krakowskiego księstwo siewierskie Włodka ze Skrzynna i z Barwałdu oraz książąt Przemka toszeckiego i jego młodszego brata Janusza IV oświęcimskiego, obsadził zamek w Malcu i trzymał w nim załogę złożoną ze stu pieszych i stu konnych, dopóki książęta nie zapłacili 2800 florenów odszkodowania. Następnie Szafraniec zwrócił im zamek.
W dniu 21 lutego 1457 roku księstwo oświęcimskie zostało kupione przez króla Polski i zamek stał się centrum administracyjnym niewielkiego klucza majątkowego obejmującego wsie Malec, Hecznarowice, Kańczugę i Nową Wieś, znajdującego się początkowo w ręku Komorowskich, a potem Jordanów.
Okoliczności zniszczenia zamku nie są znane. Duża część miejsca, gdzie był usytuowany, została zdewastowana w latach 30. XX wieku przez poszukiwaczy skarbów i archeologów amatorów.
Z zamku zachowały się jedynie resztki umocnień ziemnych, bez śladów dawnej zabudowy. Znajdują się one na małej wysepce na obszarze dużego stawu rybnego w Malcu, wznoszącej się około 7 metrów nad lustrem wody. Do wyspy biegła kiedyś grobla, ale w drugiej połowie XX wieku została zlikwidowana.
Podczas badań archeologicznych przeprowadzonych przez Bogusława Chorążego, Bożenę Chorąży z Muzeum Okręgowego w Bielsku oraz Emila Zaitza z Muzeum Archeologicznego odkryto ślady drewnianych fortyfikacji, gotyckiej bramy zbudowanej z otoczaków, łamanych kamieni i ceglanego sklepienia.